# Bagàs
|  | Per a altres significats, vegeu «bagàs (restes)». |

Bagàs (occità) o Bagas (francès) és un municipi francès al departament de la Gironda (regió de la Nova Aquitània).

## Demografia
| 1962                                       | 1968 | 1975 | 1982 | 1990 | 1999 | 2007 |
| ------------------------------------------ | ---- | ---- | ---- | ---- | ---- | ---- |
| 198                                        | 200  | 197  | 158  | 144  | 173  | 224  |
| Des de 1962: població sense dobles comptes |      |      |      |      |      |      |